# 阿田高まなび
阿田高☺まなび（あたたか まなび、6月22日 - ）は日本の女優。福岡弁。

## 略歴
福岡県北九州市出身。
2019年12月、当時高校生の頃、劇団鹿殺し「罪男と罰男」のオーディションに合格。同時期、芸能プロダクションA-Lightに所属し芸能界入り。
2020年2月、地元を離れ上京。
2022年10月、木村ひさし監督作「貞子DX」に女子高生まなみ役として出演。
2023年1月、テレビ朝日木曜ドラマ「警視庁アウトサイダー」第1話にオカダ・カズチカを呼ぶ女として出演。
現在LiVSというアイドルのメンバーとして活動中。

## 人物
- 中学時代は吹奏楽部に所属。高校時代はバドミントン部に所属。
- 特技：バレエ、ドラム、ピアノ、ギター、ベース、吹奏楽打楽器、ジャズダンス。
- 高校時代、福岡県バンド大会『Flying High Schooool!!』にて優勝[3]。
- 趣味：映画鑑賞、邦ロック。
- 習い事：英会話、アクション、体操、乗馬。
- 普通自動車第一種運転免許所持

## 出演

### 映画
- 2020年 『仮面病棟』
- 2022年 『貞子DX』 - まなみ 役

### ドラマ
- 2021年 『99.9 完全新作SP 新たな出会い編』（TBS）-[4]
- 2021年 『教場Ⅱ』（フジテレビ） -
- 2022年 『ビッ友×戦士 キラメキパワーズ!』（テレビ朝日）#37 - ウェイトレス 役
- 2023年 『警視庁アウトサイダー』（テレビ朝日）#1 - オカダ・カズチカを呼んだ女

### テレビ番組（ドラマ以外）
- 2023年4月30日 『家、ついて行ってイイですか?』（テレビ東京）

### 舞台
- 2020年 劇団鹿殺し『罪男と罰男』（作・演出：丸尾丸一郎） - さっちゃん 役
- 2020年 メディアンプロ『上京ガール』[5]（作・演出：吉川ひろあき[6]） - 白石梓沙 役
- 2021年 メディアンプロ『A piece of Fake』（作・演出：吉川ひろあき[6]） - 鶴田根子 役
- 2023年 play omnibus『だからぎゅっとして。』（作・演出：吉田昴[7]） - 津森宥佳役